# 二形鳞薹草
二形鳞薹草（学名：Carex dimorpholepis）是莎草科薹草属的植物。分布在日本、斯里兰卡、印度、朝鲜、越南、缅甸、尼泊尔以及中国大陆的安徽、甘肃、浙江、四川、陕西、广东、山东、江苏、河南、江西、湖北、辽宁等地，生长于海拔200米至1,300米的地区，多生于路边、沟边潮湿处或草地，目前尚未由人工引种栽培。

## 别名
垂穗薹草（中国高等植物志图鉴）